# Besednice (rod)
Besednice (Pergularia) je rod rostlin z čeledi toješťovité. Jsou to ovíjivé byliny až keře se srdčitými vstřícnými listy a žlutavými nebo zelenavými květy. Rod zahrnuje pouze 2 druhy a je rozšířen v Africe, Arábii a Asii. Druh Pergularia daemia je využíván v indické medicíně.

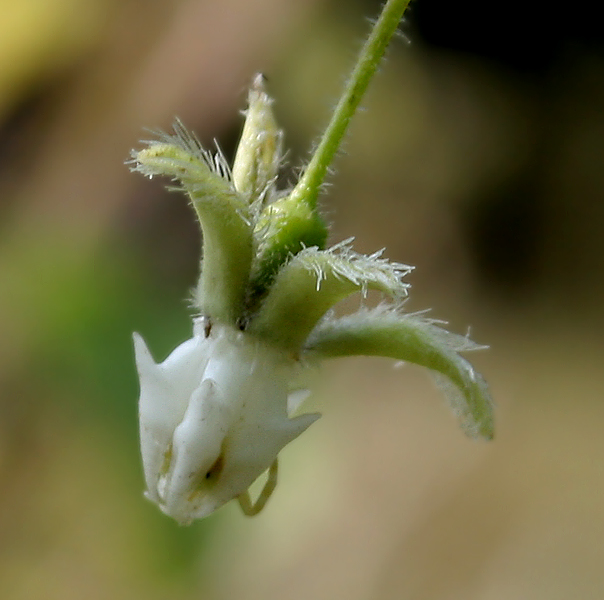
Detail květu Pergularia daemia

## Popis
Besednice jsou ovíjivé byliny až keře ronící při poranění mléčně bílý latex. Listy jsou jednoduché, vstřícné, tenké nebo tuhé a lehce dužnaté, vejčité až téměř okrouhlé, na bázi silně srdčité, na obou stranách chlupaté. Květenství zprvu připomínají okolík, v průběhu kvetení se prodlužují v hrozen. Květy jsou pravidelné, oboupohlavné, pětičetné. Kališní laloky jsou vejčitě kopinaté, špičaté. Koruna je žlutavá nebo nazelenalá, má krátkou trubku srostlou s gynostegiem a rozestálé korunní laloky. Pakorunka je složena ze 2 kruhů laloků. Vnější představuje pětilaločnatý kruh na bázi sloupku tyčinek, vnitřní je složen z 5 dužnatých laloků, z nichž každý je opatřen 2 ostruhami. Jedna ostruha směřuje vně a dolů, druhá k vrcholu gynostegia. Prašníky tyčinek mají blanité konektivy.
Plodem je souplodí 3 měchýřků. Měchýřky jsou vřetenovité až úzce vejcovité, lehce prohnuté a zakončené dlouhým zobanem, na povrchu ježaté, řidčeji téměř hladké. Semena jsou vejčitá, zploštělá, na obou stranách chlupatá.

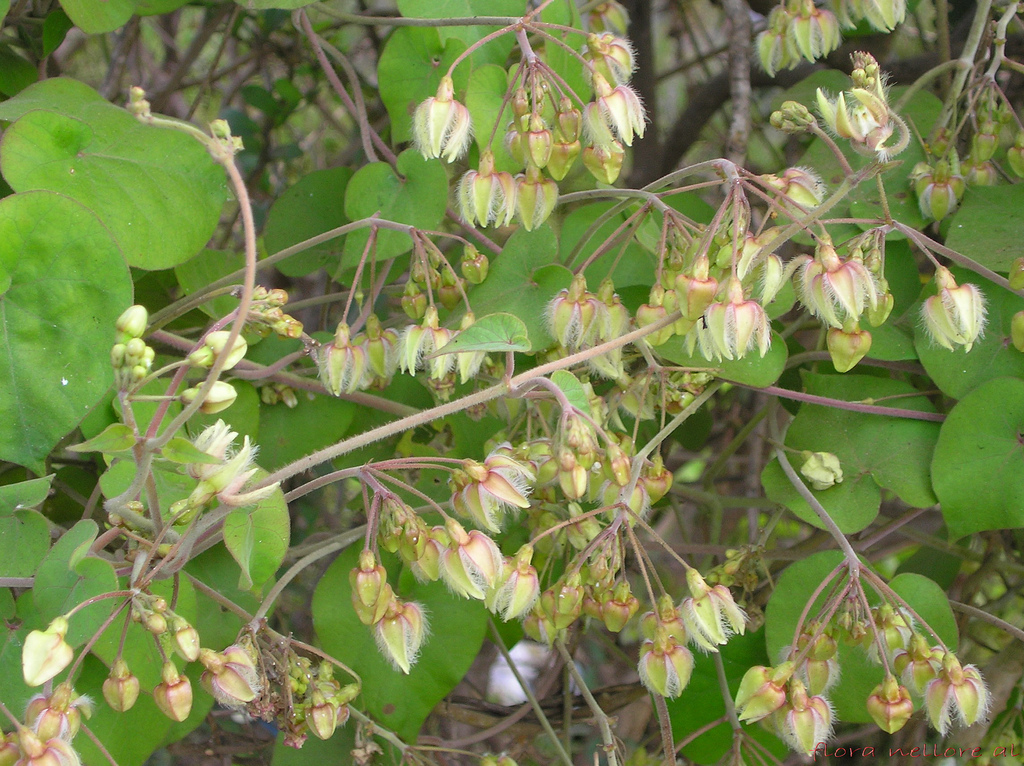
Kvetoucí Pergularia daemia
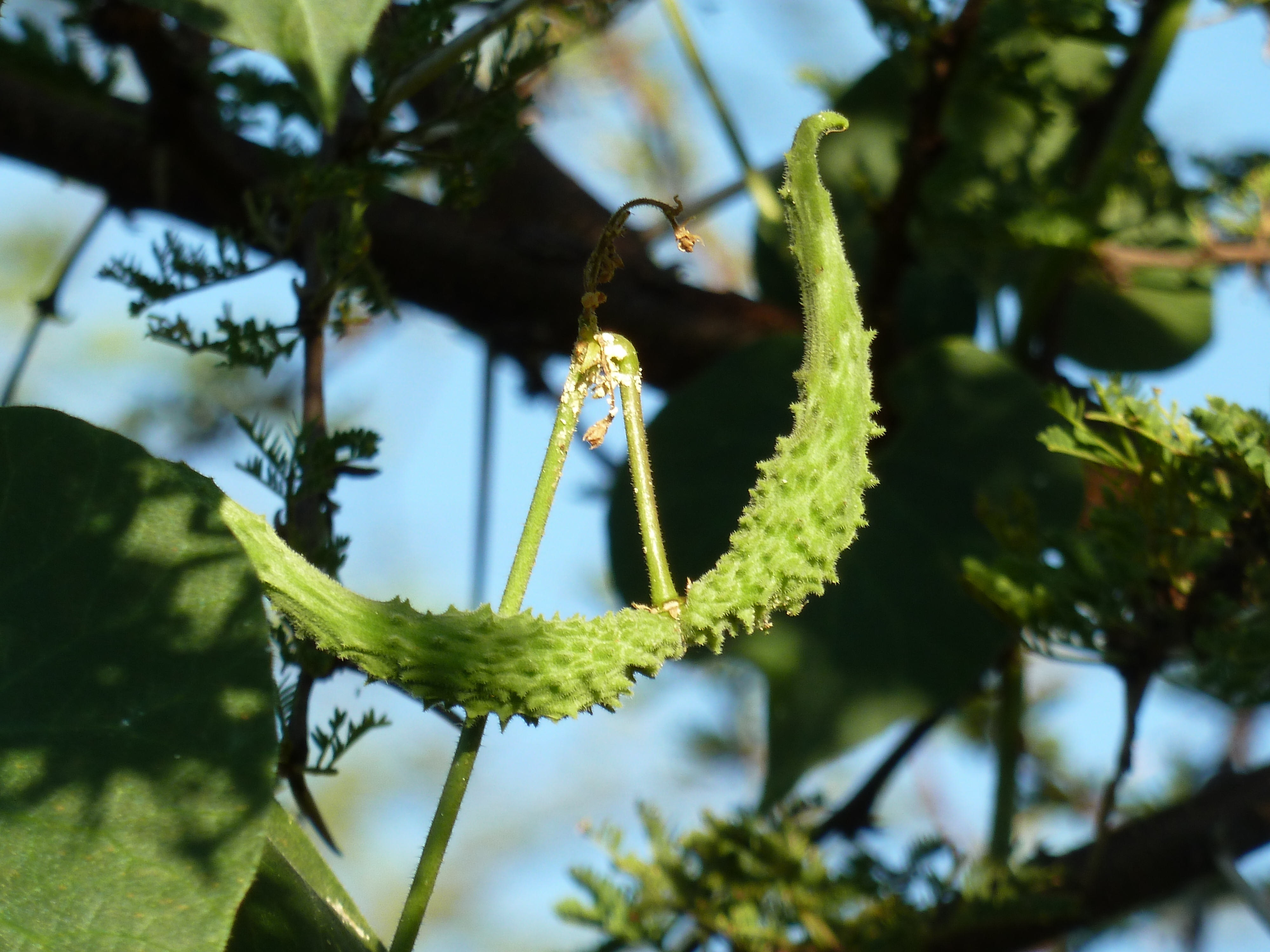
Plody Pergularia daemia
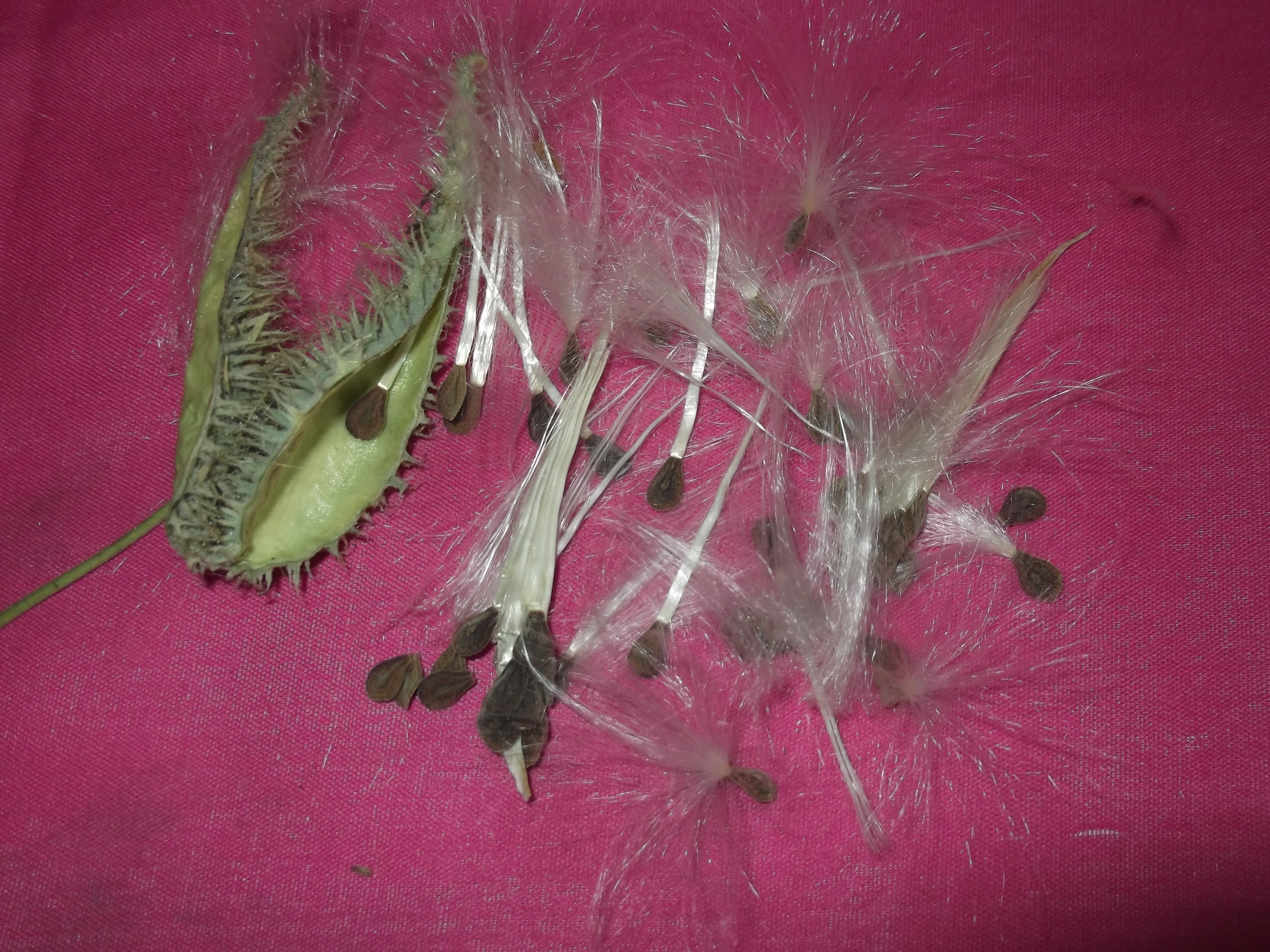
Semena Pergularia daemia

## Rozšíření
Rod besednice zahrnuje 2 druhy. Je rozšířen v sušších oblastech tropické a subtropické Afriky, v Arábii a jižní Asii na východ po Indii, Srí Lanku, Bangladéš a Myanmar.

## Taxonomie
Rod Pergularia je v rámci čeledi Apocynaceae řazen do podčeledi Asclepiadoideae a tribu Asclepiadeae. Rod má složitou taxonomickou historii a bylo do něj řazeno množství druhů, které jsou v současném systému řazeny do rodů Marsdenia, Telosma, Lygisma, Tylophora, Raphistemma, Fockea, Vallaris, Metaplexis, Cryptolepis a dokonce Strophanthus. V taxonomické revizi z roku 2006 je počet druhů rodu Pergularia redukován na 2: P. daemia a P. tomentosa.

## Význam
Druh Pergularia daemia je využíván v indické medicíně. Pergularia pallida, druh významný z farmakologického hlediska, je v současné taxonomii řazen do rodu Telosma jako Telosma pallida.